# Porozumienie paryskie

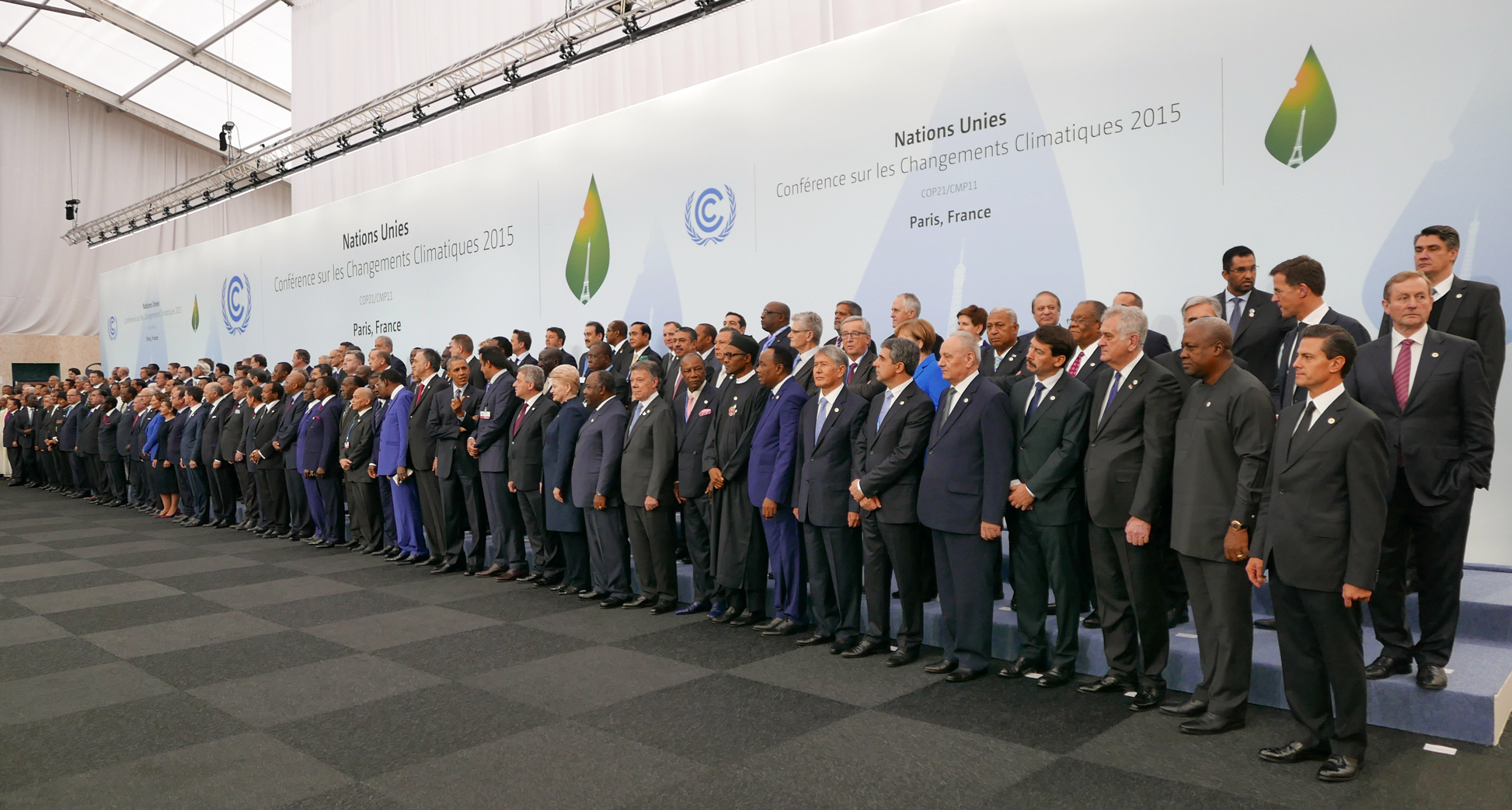
COP 21: Szefowie delegacji

Porozumienie paryskie (ang. Paris Agreement) – porozumienie wieńczące 21 Konferencję ONZ w sprawie zmian klimatu w 2015 roku. Porozumienie zobowiązuje wszystkie kraje do przedstawienia do 2020 roku długoterminowych scenariuszy ograniczenia emisji gazów cieplarnianych zgodnie z metodologią przyjętą przez IPCC. Porozumienie paryskie potwierdza dotychczas przyjęte cele krajowe (INDC – Intended Nationally Determined Contributions), choć notuje, że nie są one wystarczające do ograniczenia ocieplenia poniżej 2 °C i zachęca do przedstawienia nowych, bardziej ambitnych. Dodatkowym efektem jest rozpoczęcie prac nad specjalnym raportem IPCC dot. ograniczenia ocieplenia o 1,5 °C. Porozumienie zostało zaakceptowane przez wszystkie 195 uczestniczących państw, a datę rozpoczęcia składania podpisów ustalono na 22 kwietnia 2016 roku. Kraje Unii Europejskiej były reprezentowane podwójnie – przez krajowe delegacje oraz przez przedstawicielstwo UE.

## Cel Porozumienia

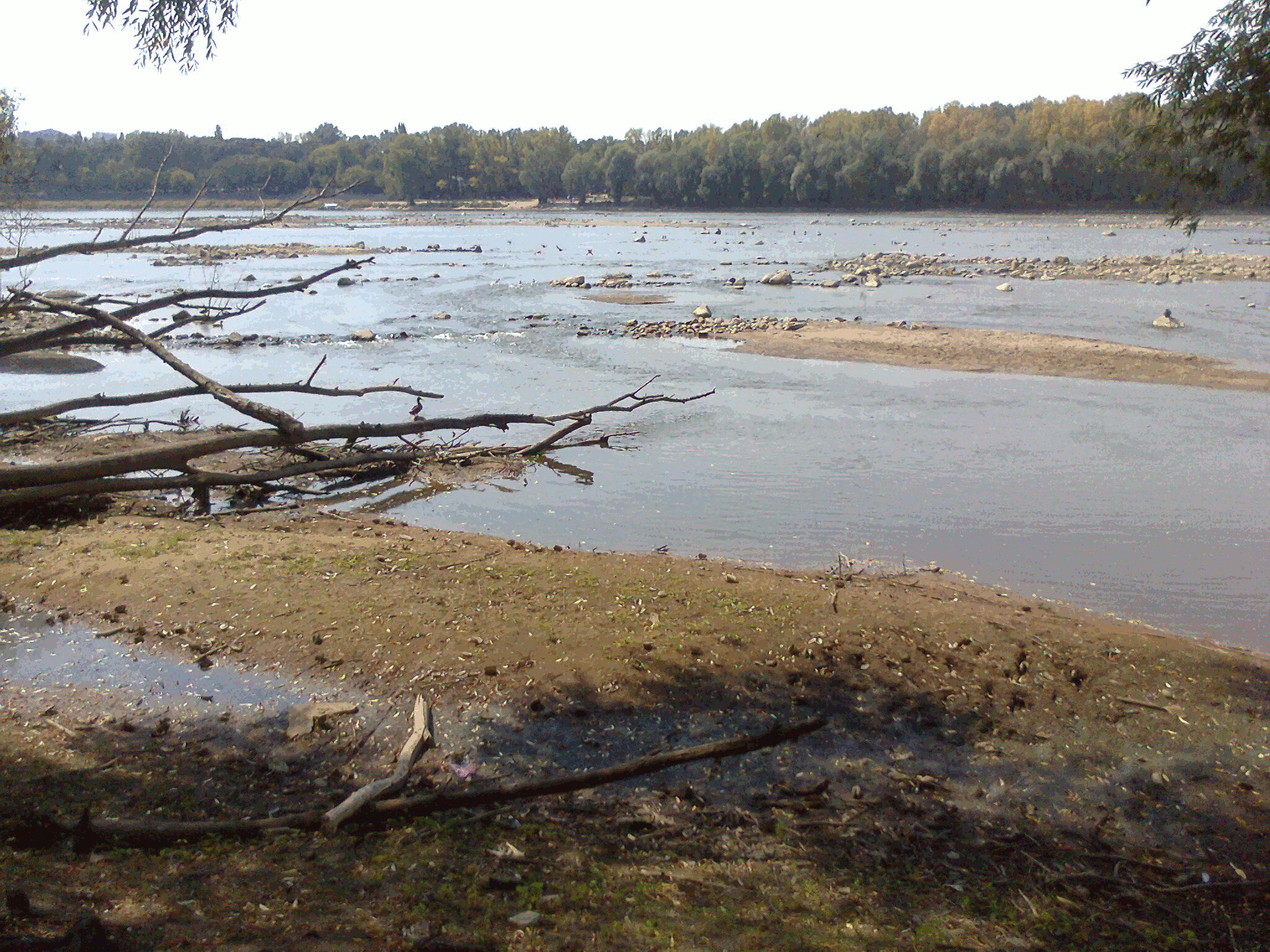
Skutki zmiany klimatu – susza hydrologiczna

Długoterminowym celem Porozumienia określonym w artykule 2, jest wzmocnienie odpowiedzi na zagrożenie związane ze zmianą klimatu, z uwzględnieniem celów zrównoważonego rozwoju, poprzez:
1. ograniczenie globalnego ocieplenia znacznie poniżej 2 °C, a docelowo do 1,5 °C względem epoki przedprzemysłowej w celu ograniczenia ryzyka i szkód wywołanych przez zmianę klimatu.
2. Adaptacja i ograniczanie skutków zmian klimatu, wzmacnianie odporności i niskoemisyjnego rozwoju w sposób, który nie ogranicza produkcji pożywienia.
3. Uwzględnienie zgodności działań sektora finansowego z celami klimatycznymi[1].

## Wkłady uzgodnione na poziomie krajowym do Porozumienia – cele krajowe
Każdy z krajów objętych porozumieniem został zobowiązany do przedstawienia lub aktualizacji dobrowolnych celów krajowych (NDC). Cele mają być przesyłane do Sekretariatu ONZ i aktualizowane co 5 lat. Aby spełnić wymagania kraje zobowiązuję się do wysiłków na rzecz szybkiego osiągnięcia szczytu, a następnie szybkiego spadku globalnych emisji gazów cieplarnianych oraz osiągnięcia neutralności klimatycznej w drugiej połowie XXI wieku. Obowiązek przedstawienia celów krajowych dotyczy zarówno krajów rozwiniętych jak i rozwijających się, choć porozumienie przewiduje, że w przypadku tych drugich ścieżka dojścia do neutralności klimatycznej będzie dłuższa.

## Ratyfikacja i wejście w życie
Aby porozumienie weszło w życie niezbędne jest jego akceptacja przez minimum 55 krajów odpowiedzialnych za 55% globalnych emisji. Porozumienie weszło w życie 4 listopada 2016 roku, dokładnie 30 dni po ratyfikacji przez Parlament Europejski. Stany Zjednoczone pod przewodnictwem Donalda Trumpa wycofały się z Porozumienia paryskiego jako jedyny kraj na świecie (miało to miejsce trzy lata po ratyfikacji Porozumienia przez Baracka Obamę, a weszło w życie rok później - zgodnie z zapisami traktatu).  Jednak prezydent Biden pierwszego dnia prezydentury zdecydował o przywróceniu Stanów Zjednoczonych do porozumienia, co stało się faktem 19 lutego 2021 roku. Po wygranych wyborach prezydenckich przez Donalda Trumpa w 2024 roku ponownie padła deklaracja o wycofaniu się USA z Porozumienia. 20 stycznia 2025 roku prezydent podpisał dyrektywę wykonawczą, zgodnie z którą Stany Zjednoczone wycofują się z Porozumienia paryskiego. Wprawdzie treść oświadczenia mówi o wycofaniu się z Porozumienia w trybie natychmiastowym, jednak zgodnie z treścią art. 28 Porozumienia zgodnie z prawem międzynarodowym USA pozostają stroną Porozumienia przez rok od daty otrzymania przez Depozytariusza notyfikacji o wycofaniu się. 